# Peniocereus serpentinus
Peniocereus serpentinus  es una especie de planta fanerógama de la familia Cactaceae. Es endémica de Michoacán, Morelos, Oaxaca en  México. Es una especie común en lugares localizados.

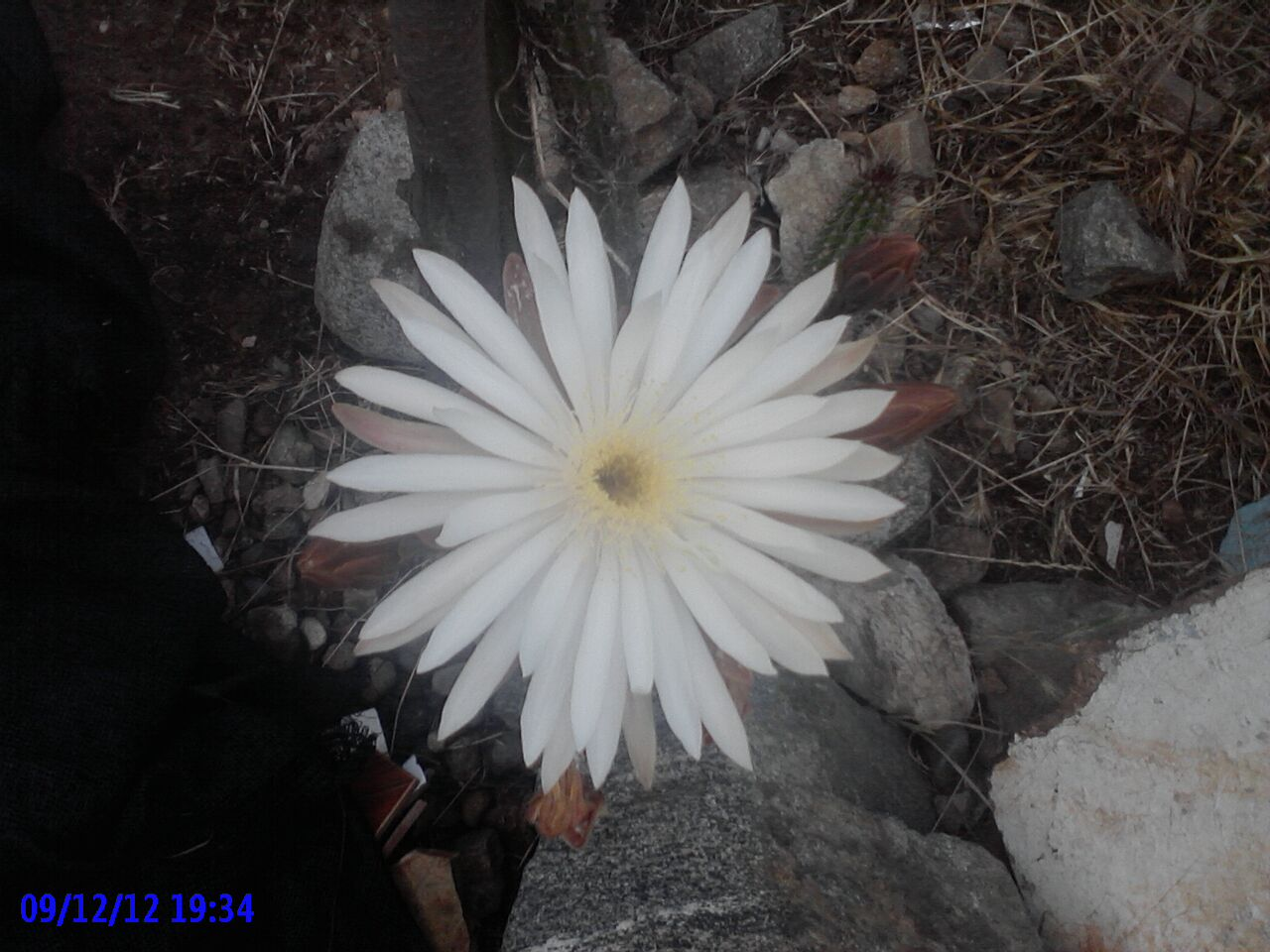
Flor

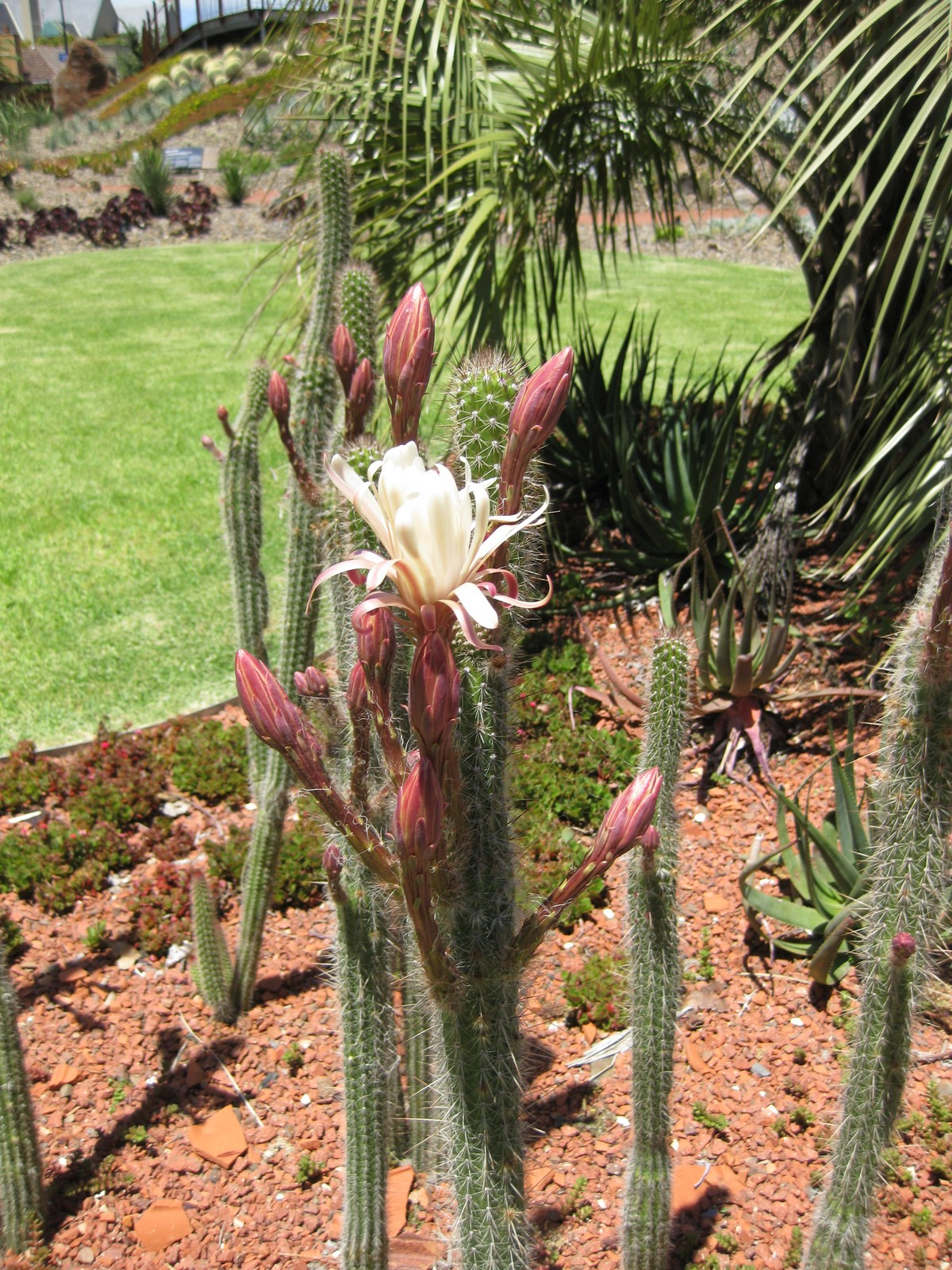
Vista de la planta

## Descripción
Peniocereus serpentinus es crecientemente arbustiva y con frecuencia forma matorrales con numerosos tallos rastreros y raíces  bulbosas. Los brotes verticales o ligeramente caídos son de hasta 3 metros de largo y tiene un diámetro de 2 a 5 centímetros. Tiene once y quince costillas ligeramente redondeadas. Las once y 15 espinas son blanquecinas a marrón y tienen una punta más oscura, alcanzando los 1 a 3 cm de largo. Las flores son blancas, en forma de embudo y están teñidas con un poco de color rosa y abren por la noche. Miden hasta 25 cm de largo y puede alcanzar los 15 centímetros de diámetro. Su percarpio y el tubo de la flor están cubiertas de pelos. La fruta es esférica a ovalada, de color rojo y alcanza una longitud de hasta 4 cm, siendo comestible.

## Taxonomía
Peniocereus serpentinus fue descrito por (K.Schum.) D.R.Hunt y publicado en Bradleya; Yearbook of the British Cactus and Succulent Society 5: 93. 1987.
Etimología
Peniocereus: nombre genérico que deriva de las palabras del latín: penio  que significa "cola" y cereus, el género de cactus del que partió.
serpentinus: epíteto latíno que significa "como una serpiente"
Sinonimia
- Cereus serpentinus
- Echinocereus serpentinus
- Nyctocereus serpentinus
- Nyctocereus castellanosii